# Иоланда, дочь Чёрного корсара
«Иоланда, дочь Чёрного корсара» — приключенческий роман о пиратах итальянского писателя Эмилио Сальгари, изданный впервые в 1905 году. Третий том из цикла «Антильские пираты».

## Сюжет
Прошло несколько лет со времён событий предыдущего романа. Чёрный корсар обосновался в Италии, женился на дочери своего смертельного врага — герцога Ван Гульда. Испытывая глубокую печаль после смерти жены, Чёрный корсар ищет смерти в сражении с французскими войсками. Его дочь Иоланда де Вентимилья осталась сиротой.
Генри Морган занял место своего наставника Чёрного корсара и стал главным капером Карибского моря. По его приказу в город Маракайбо под видом посланников президента проникают два флибустьера Ван Стиллер и Кармо, чтобы разузнать о судьбе дочери их бывшего капитана. От местного плантатора дона Раффаэле они узнают, что Иоланда де Вентимилья направлялась в Новый Свет за наследством своего деда, герцога Ван Гульда, однако в пути была похищена. Это совершили ради наследства Ван Гульда его незаконнорожденный сын граф Медина и мексиканский маркиз Торрес, приходящийся сводным дядей Иоланде по матери.
Генри Морган организует атаку на Маракайбо и соседний Гибралтар. Во время грабежа ему удаётся разыскать Иоланду, которая восхищает его своей смелостью. Ради её безопасности Морган берёт в плен графа Медину, чей приспешник испанский капитан Валере саботирует команду корабля Моргана «Молния» и вызволяет из плена Медину. Шторм приводит к кораблекрушению, и Иоланда с Морганом оказываются на неизвестном побережье. Девушка врачует раны пирата, и оба постепенно влюбляются.
Графу Медине и капитану Валере удаётся вновь похитить Иоланду и привести в неприступную испанскую колонию — Панаму. Генри Морган с флибустьерами вступает в схватку с врагом и покоряет город. Граф Медина и капитан Валере убиты в финальном столкновении. Иоланда успевает простить дядю до его кончины.
Морган и Иоланда прибывают на Тортугу и женятся. Позже он стал губернатором Ямайки в составе Английского королевства, а верные Кармо и Ван Стиллер поселились там, чтобы наслаждаться плодами своих грабежей.

## Переводы на русский язык
- Эмилио Сальгари. Иоланда, дочь Чёрного корсара / перевод Г. Смирнова. — Дочь Чёрного корсара. Город прокажённого короля. — Саратов: Издательство журнала «Волга», 1993. — С. 5—212. — 274 с. — (Библиотека приключенческого романа). — ISBN 5-85884-009-4.

## Экранизации
- 1920 — немой фильм «Иоланда, дочь Чёрного корсара» (итал. Jolanda, la figlia del Corsaro Nero) Витале Де Стефано (Италия)[1].
- 1953 — «Иоланда, дочь Чёрного корсара» режиссёра Марио Сольдати (Италия)[2]
- 1999 — мультсериал «Иоланда, дочь Чёрного корсара» (исп. Yolanda, la hija del Corsario Negro) (Испания)[3]